# Boergoeljoekcultuur
De Boergoeljoekcultuur (Oezbeeks: Burganli madaniyati) was een archeologische cultuur uit de late bronstijd (9e-3e eeuw v.Chr.) in de vallei van de Angren en Chirchiq in het huidige Oezbekistan. De dragers van de cultuur waren sedentaire boeren en veehouders. Ze werd vernoemd naar de plaats van de eerste vondsten in de oase van Tasjkent. Vroege vondsten van de cultuur werden in 1934 gedaan door archeoloog Georgi Grigorjev in de onderste lagen van de nederzetting Kaoentsji-Tepe. Ze werd voor het eerst als een afzonderlijke cultuur beschreven door Aleksej Terenozjkin in 1940.

## Continuïteit
In een vroeg stadium (9e-7e eeuw v.Chr.) vond de vorming van de Boergoeljoekcultuur plaats onder deelname van de bevolking van Noord-Fergana (Chust-Ejlatan-complex) en de steppe (afstammelingen van de dragers van de Andronovocultuur, de gerolde keramiekcultuur en de Tazabagjabcultuur. De cultuur vormde een gemeenschappelijk cultureel-chronologisch complex met de Chustcultuur van de Ferganavallei.
In een later stadium (6e-3e eeuw v.Chr.) werd het beïnvloed door de late Sakische cultuur van Zuid-Kazachstan (Wusun) en de cultuur van Noord-Fergana (Aktam-begraafplaats).
De Boergoeljoekcultuur werd opgevolgd door de Kaoentsjicultuur, meestal in verband gebracht met de staat Kangju.
Analyse van de artefacten suggereert dat de Boergoeljoekcultuur deel uitmaakte van een groter gebied van beschilderde handgevormde keramiekculturen uit de late brons- en vroege ijzertijd, dat het grondgebied van Bactrië, Sogdië, Fergana en een aantal andere regio's besloeg. Jelena Koezmina bracht de opkomst van de cultuur in verband met de overgang van Oost-Iraanse stammen naar een nieuw economisch en cultureel type als resultaat van culturele overname.

## Eigenschappen
De woningen in de Boergoeljoek-nederzettingen waren ovale kuilwoningen. In een later stadium verschenen forten (Kanka). Men hield zich bezig met landbouw en veeteelt. De basis van de economie was veehouderij, sedentair en mogelijk als seizoensgebonden veetrek, en landbouw in de uiterwaarden van rivieren. Er wordt aangenomen dat er kleine irrigatiesystemen bestonden.
Werktuigen waren gemaakt van brons en steen. De bronsverwerking was gebaseerd op lokale grondstoffen (metallurgische regio Tsjatkal-Koeraminski). 
Het aardewerk kenmerkte zich door bolvormige vaten met een ovale tuit en een horizontaal geboetseerd handvat, bolvormige potten, kleine halfronde kommen met een lichte engobe en af en toe met bruine beschildering.